# Scaptomyza brachycerca
Scaptomyza brachycerca är en tvåvingeart som beskrevs av Hardy 1965. Scaptomyza brachycerca ingår i släktet Scaptomyza och familjen daggflugor. Inga underarter finns listade i Catalogue of Life.